# Dziechciarewka (stacja kolejowa)
Dziechciarewka (biał. Дзегцяроўка, ros. Дегтярёвка) – stacja kolejowa w miejscowości Dziechciarewka, w rejonie mińskim, w obwodzie mińskim, na Białorusi. Stacja nie obsługuje ruchu pasażerskiego.